# 欧什特菲奥索尼福
欧什特菲奥索尼福（Ostffyasszonyfa，匈牙利語發音：[ˈoʃtfiɒssoɲfɒ]）是匈牙利沃什州所辖的一个村，总面积34.31平方公里，总人口778，人口密度22.7人/平方公里（2010年1月1日）。